# Európa Kupa
Az Európa Kupa vagy Nemzetek Európai Nemzetközi Kupája, Közép-európai Nemzetközi Kupa (European International Cup of Nations, Central European International Cup) nemzetközi labdarúgó-bajnokság volt, amelyet Közép- és Dél-Európa egyes nemzeti válogatottjai számára rendeztek 1927 és 1960 között. Profi és amatőr csapatok számára is rendeztek bajnokságot. A részt vevő országok a következők voltak: Olaszország, Ausztria, Csehszlovákia, Magyarország, Svájc, Lengyelország, Románia és Jugoszlávia. Lengyelország és Románia csak az amatőrök versenyében indult.
A bajnokságot körmérkőzéses, oda-visszavágó alapon rendezték, összesen hat alkalommal, és minden bajnokság általában több mint két évig, az utolsó kettő öt-öt évig tartott. A bajnokság 1960-ban szűnt meg, amikor elindult a labdarúgó-Európa-bajnokság. A győztesek közé tartozott az 1930-as évek eleji osztrák Wunderteam, az 1930-as években két világbajnokságot is nyert olasz csapat, a magyar Aranycsapat és a később, 1962-ben világbajnoki második helyen végző csehszlovák csapat.
Hugo Meisl egyik kigondolója, kezdeményezője volt az európai válogatott csapatok küzdelmét elősegítő Európa Kupa versenykiírásnak. Henri Delaunay, az UEFA első főtitkára 1927-ben letette a FIFA elnökségének asztalára az európai labdarúgó válogatottak részére – az 1916 óta működő dél-amerikai bajnokság mintájára kiírandó – Európa-bajnokság tervezetét. A FIFA elnöksége nem támogatta elképzelését, félve európai pozíciójának elvesztésétől.
A kupát Antonín Švehla, Csehszlovákia miniszterelnöke után (aki 1927-ben adományozta azt) Švehla-kupának, 1955-től Josef Gerö, az Osztrák Labdarúgó-szövetség 1954-ben elhunyt igazgatója és egykori játékvezető tiszteletére Dr. Gerö-kupának nevezték el.

## Az első torna
1927–1930 között Ausztria, Csehszlovákia, Magyarország, Olaszország, Svájc részvételével kiírták az Európa Kupát, ez volt az első európai nemzetközi labdarúgókupa. Az Európa Kupa szabályai szerint a részt vevő nemzetek kétszer kerültek szembe egymással, egyszer odahaza, egyszer az ellenfél otthonában. A körmérkőzések eredményeként, ha a magyar válogatott győz, akkor ő a bajnok. Ha döntetlen az eredmény, akkor a részt vevő csapatoknak újabb tornán kell eldönteniük az Európa Kupa sorsát. Az első kiírást Olaszország nyerte, miután a magyar válogatottat másodszor is legyőzte. A tornagyőztes a csehszlovák iparművészek által készített Európa Kupát kapta.
| Időpont         | Helyszín                    | Mérkőzés típusa       | Mérkőzés                 | Játékvezető  | Eredmény | Nézők száma |
| --------------- | --------------------------- | --------------------- | ------------------------ | ------------ | -------- | ----------- |
| 1930. május 11. | Üllői úti Stadion, Budapest | döntő csoportmérkőzés | Magyarország–Olaszország | Peco Bauwens | 0 : 5    | 40 000      |

## Eredmények
| Évek      | Helyezések                                                     | Helyezések                                                     | Helyezések                                                     | Helyezések                                                     | Helyezések                                                     | Helyezések                                                     |
| Évek      | Győztes                                                        | Pontszám                                                       | Második                                                        | Pontszám                                                       | Harmadik                                                       | Pontszám                                                       |
| --------- | -------------------------------------------------------------- | -------------------------------------------------------------- | -------------------------------------------------------------- | -------------------------------------------------------------- | -------------------------------------------------------------- | -------------------------------------------------------------- |
| 1927–1930 | Olaszország                                                    | 11                                                             | Csehszlovákia és Ausztria                                      | Csehszlovákia és Ausztria                                      | Csehszlovákia és Ausztria                                      | 10                                                             |
| 1931–1932 | Ausztria                                                       | 11                                                             | Olaszország                                                    | 9                                                              | Magyarország                                                   | 8                                                              |
| 1933–1935 | Olaszország                                                    | 11                                                             | Ausztria                                                       | 9                                                              | Magyarország                                                   | 9                                                              |
| 1936–1938 | A bajnokság az Anschluss miatt 1938. március 12-én megszakadt. | A bajnokság az Anschluss miatt 1938. március 12-én megszakadt. | A bajnokság az Anschluss miatt 1938. március 12-én megszakadt. | A bajnokság az Anschluss miatt 1938. március 12-én megszakadt. | A bajnokság az Anschluss miatt 1938. március 12-én megszakadt. | A bajnokság az Anschluss miatt 1938. március 12-én megszakadt. |
| 1948–1953 | Magyarország                                                   | 11                                                             | Csehszlovákia                                                  | 9                                                              | Ausztria                                                       | 9                                                              |
| 1955–1960 | Csehszlovákia                                                  | 16                                                             | Magyarország                                                   | 15                                                             | Ausztria                                                       | 11                                                             |

| Évek      | Helyezések (amatőr bajnokság) | Helyezések (amatőr bajnokság) | Helyezések (amatőr bajnokság) | Helyezések (amatőr bajnokság) | Helyezések (amatőr bajnokság) | Helyezések (amatőr bajnokság) |
| Évek      | Győztes                       | Pontszám                      | Második                       | Pontszám                      | Harmadik                      | Pontszám                      |
| --------- | ----------------------------- | ----------------------------- | ----------------------------- | ----------------------------- | ----------------------------- | ----------------------------- |
| 1929–1930 | Lengyelország                 | 7                             | Magyarország (A)              | 6                             | Ausztria (A)                  | 6                             |
| 1933–1934 | Románia                       | 9                             | Magyarország (A)              | 6                             | Csehszlovákia (A)             | 5                             |

## Fordítás
Ez a szócikk részben vagy egészben  a   Central European International Cup című angol Wikipédia-szócikk ezen változatának fordításán alapul.  Az eredeti cikk szerkesztőit annak laptörténete sorolja fel. Ez a jelzés csupán a megfogalmazás eredetét és a szerzői jogokat jelzi, nem szolgál a cikkben szereplő információk forrásmegjelöléseként.